# Yermak Point
Yermak Point är en udde i Antarktis. Den ligger i Östantarktis. Nya Zeeland gör anspråk på området.
Terrängen inåt land är platt åt sydväst, men åt sydost är den kuperad. Havet är nära Yermak Point åt nordost. Trakten är obefolkad. Det finns inga samhällen i närheten.